# Arcidiocesi di Napoli

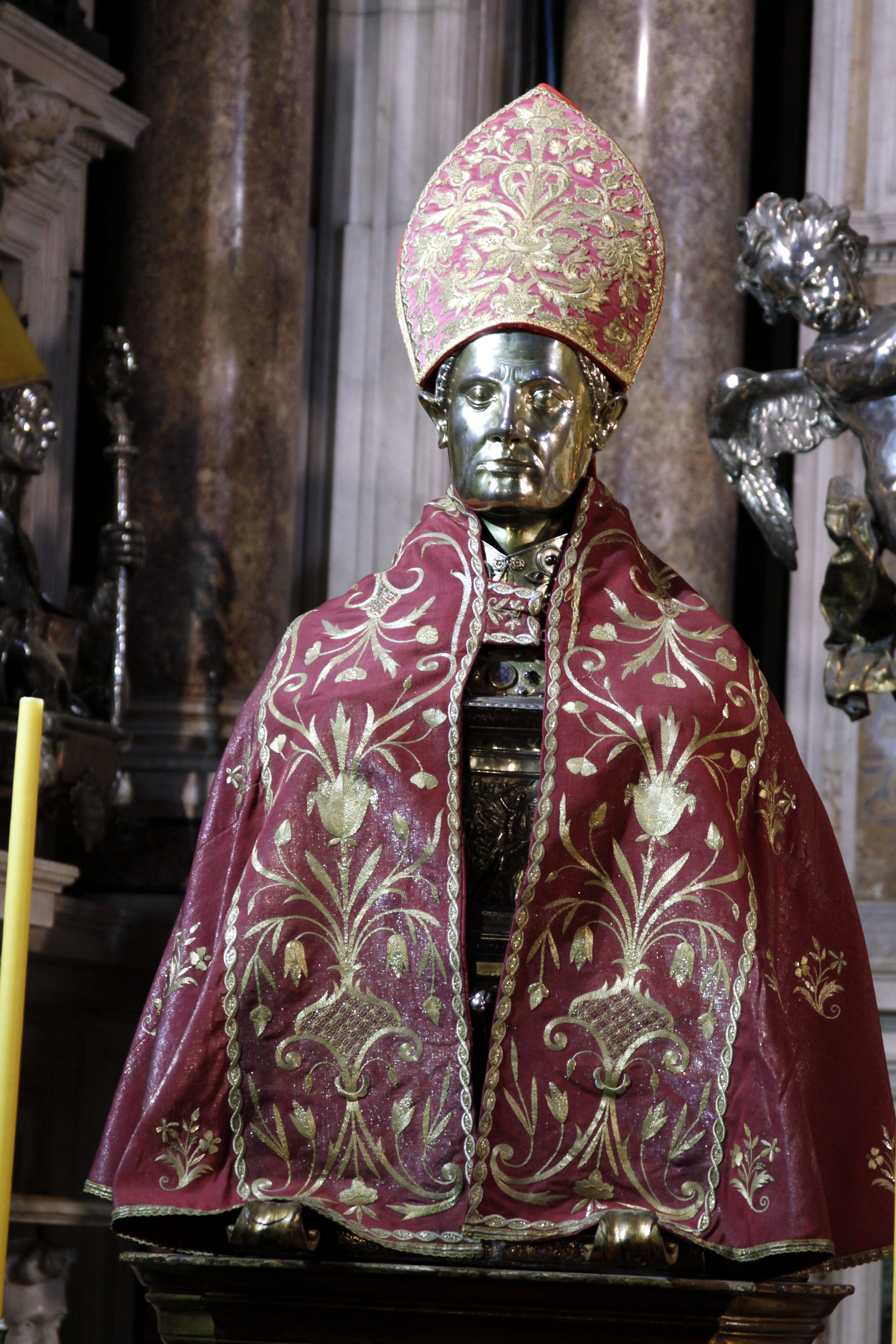
San Gennaro, patrono della città e dell'arcidiocesi di Napoli.

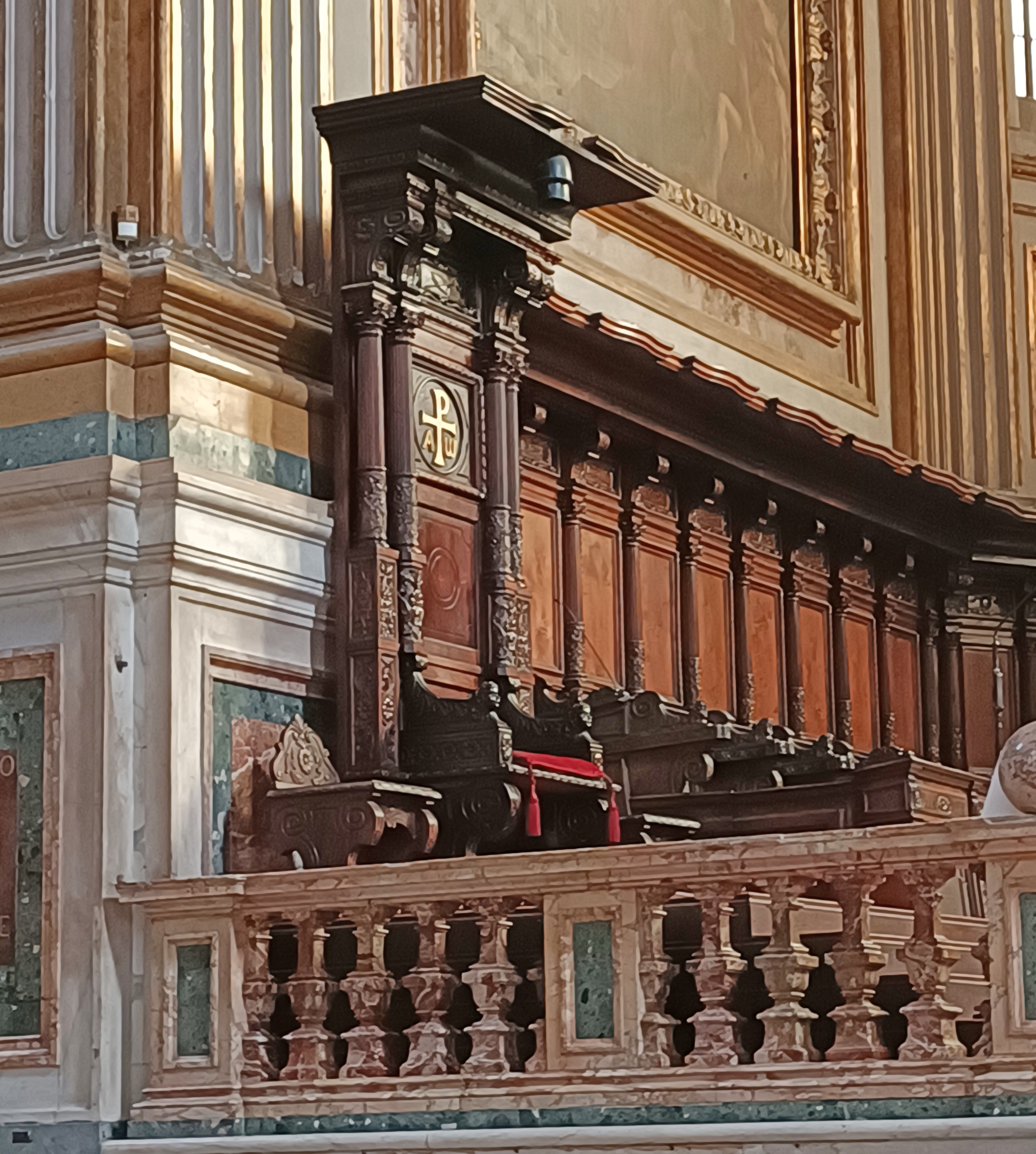
La cattedra episcopale.

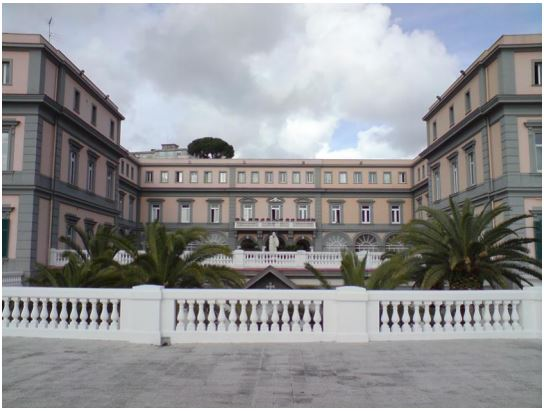
Il seminario arcivescovile di Napoli.

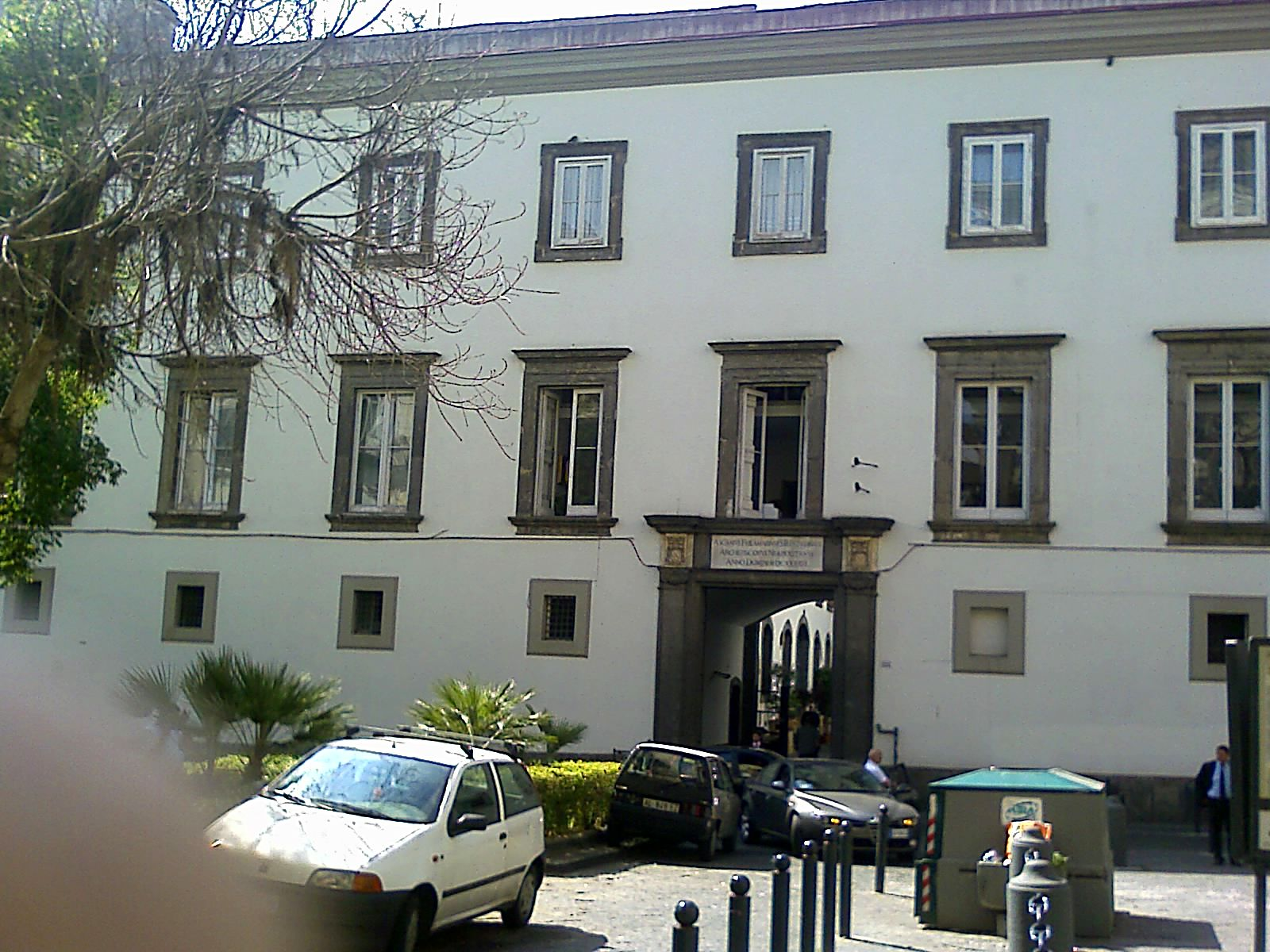
Il palazzo arcivescovile di Napoli.

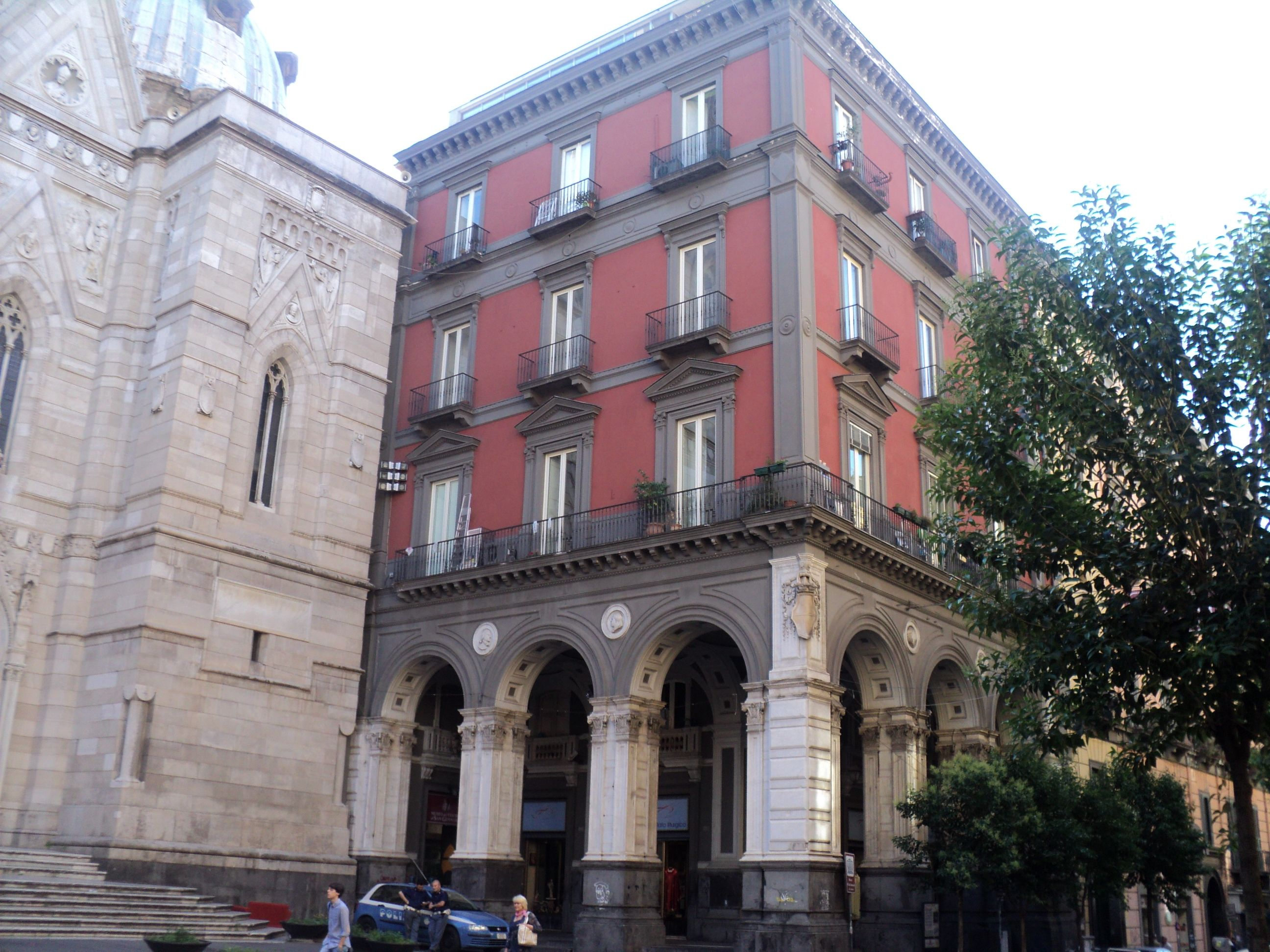
Il palazzo dove ha sede il museo del tesoro di San Gennaro.

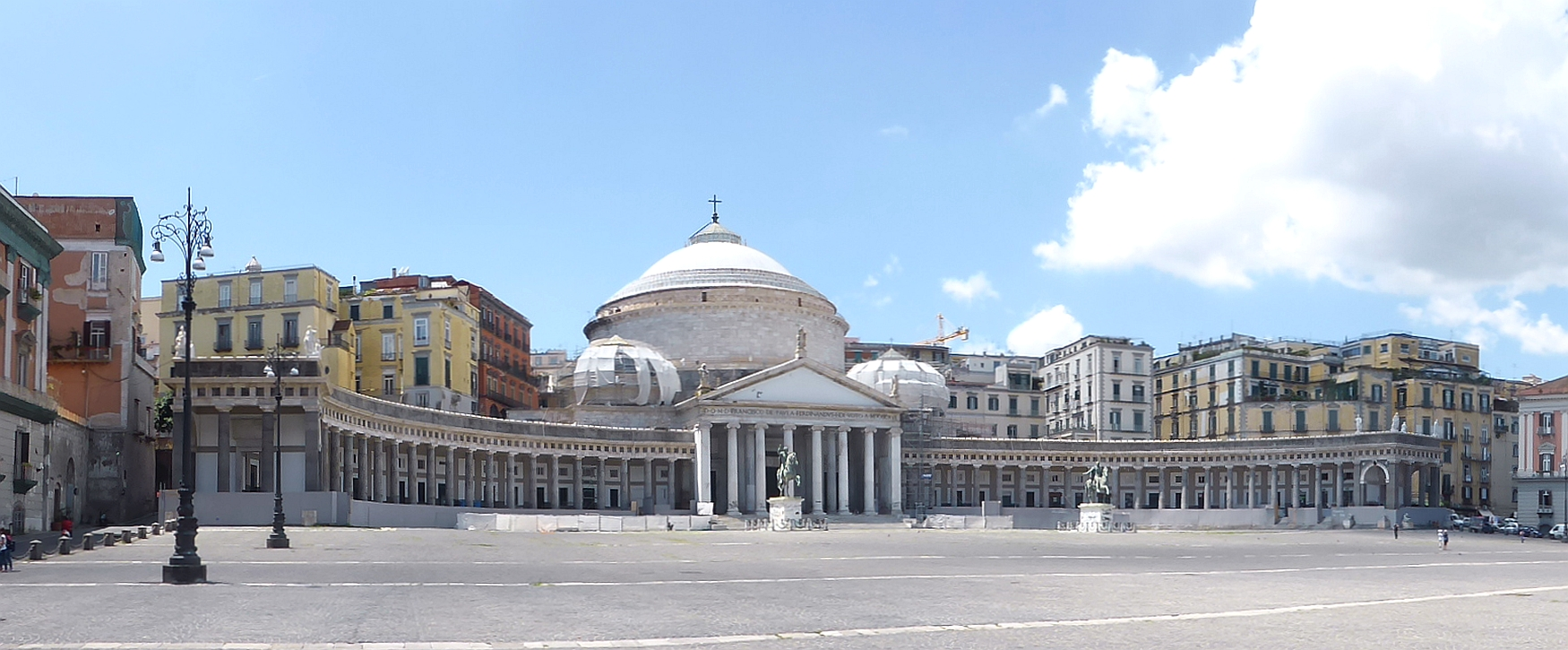
La basilica reale pontificia di San Francesco di Paola in piazza del Plebiscito a Napoli.

L'arcidiocesi di Napoli (in latino Archidioecesis Neapolitana) è una sede metropolitana della Chiesa cattolica in Italia appartenente alla regione ecclesiastica Campania. Nel 2023 contava 1 446 000 battezzati su 1 778 000 abitanti. È retta dall'arcivescovo cardinale Domenico Battaglia.

## Territorio
L'arcidiocesi comprende tutta la città di Napoli ad eccezione dei quartieri occidentali (vedi diocesi di Pozzuoli) nonché i comuni di Afragola, Arzano, Boscotrecase, Calvizzano, Casalnuovo di Napoli (in parte: vedi anche diocesi di Acerra e diocesi di Nola), Casavatore, Casoria, Cercola, Ercolano, Marano di Napoli (in parte: vedi anche Diocesi di Pozzuoli), Massa di Somma, Melito di Napoli, Mugnano di Napoli, Pollena Trocchia, Portici, Procida, San Giorgio a Cremano, San Sebastiano al Vesuvio, Torre del Greco, Torre Annunziata (in parte: vedi anche diocesi di Nola), Trecase, Villaricca e Volla.
Sede arcivescovile è la città di Napoli, dove si trova la basilica cattedrale metropolitana di Santa Maria Assunta.
Il territorio dell'arcidiocesi, prima strutturato in zone pastorali e decanati, ora è stato riorganizzato in 13 decanati – ai quali presiedono altrettanti decani – che, a loro volta, sono suddivisi in 288 parrocchie. I decanati sono: Centro storico, Sanità, Quartieri spagnoli, Posillipo, Vomero, Vasto, Secondigliano, Scampia, Ponticelli, Marano, Casoria, Portici e Torre del Greco.

### Basiliche
In città
- Cattedrale di Napoli
- Basilica di Santa Restituta (all'interno della chiesa cattedrale)
- Basilica di San Paolo Maggiore
- Basilica di San Pietro ad Aram
- Basilica della Santissima Annunziata Maggiore
- Basilica di Santa Maria della Sanità
- Pontificia reale basilica di San Francesco di Paola
- Pontificia reale basilica di San Giacomo degli Spagnoli
- Basilica di Santa Maria del Carmine Maggiore
- Basilica di San Gennaro extra moenia
- Basilica di San Gennaro ad Antignano
- Basilica di San Lorenzo Maggiore
- Basilica santuario del Gesù Vecchio
- Basilica dello Spirito Santo
- Basilica santuario di Santa Maria della Neve
- Basilica di Santa Chiara
- Basilica dell'Incoronata Madre del Buon Consiglio
- Basilica di Santa Maria della Pazienza
- Basilica santuario di Santa Lucia a Mare

Altre basiliche
- Basilica di Santa Maria a Pugliano (Ercolano)
- Basilica di Sant'Antonio di Padova (Afragola)
- Basilica di San Mauro Abate (Casoria)
- Basilica di Santa Croce (Torre del Greco)
- Basilica di Santa Maria della Natività e San Ciro (Portici)

### Santuari
- Santuario di San Gaetano Thiene, in basilica di San Paolo Maggiore (Napoli)
- Santuario di Maria Santissima del Buon Consiglio (Torre del Greco)
- Santuario di San Sebastiano Martire (San Sebastiano al Vesuvio)
- Santuario di Santa Maria delle Grazie (Procida)
- Santuario di San Giuseppe (Procida)

### Provincia ecclesiastica
La provincia ecclesiastica di Napoli è costituita dalle seguenti 12 suffraganee: 
- diocesi di Acerra,
- diocesi di Alife-Caiazzo,
- diocesi di Aversa,
- arcidiocesi di Capua (sede arcivescovile non metropolitana),
- diocesi di Caserta,
- diocesi di Ischia,
- diocesi di Nola,
- prelatura territoriale di Pompei,
- diocesi di Pozzuoli,
- diocesi di Sessa Aurunca,
- arcidiocesi di Sorrento-Castellammare di Stabia (sede arcivescovile non metropolitana),
- diocesi di Teano-Calvi.

## Storia
Secondo la tradizione Napoli sarebbe stata visitata da san Pietro e da san Paolo e sarebbe stato proprio san Pietro a consacrare vescovo sant'Aspreno. Il primo vescovo storicamente documentato è Fortunato I, che possedeva la cattedra napoletana attorno agli anni 342-344.
Quasi tutti i vescovi fino al VI secolo e altri nel VII secolo sono venerati come santi dalla Chiesa cattolica.
All'inizio dell'XI secolo Sergio II fu il primo a fregiarsi del titolo di arcivescovo. Durante il periodo di dominazione bizantina gli arcivescovi di Napoli erano sempre stati consacrati a Roma, nonostante nominalmente tutti i possedimenti in Italia fossero sottoposti alla giurisdizione del patriarca di Costantinopoli. A Napoli erano in uso sia il rito romano sia il rito bizantino.
Dal 1458 al 1575 la cattedra arcivescovile fu appannaggio di diversi esponenti della famiglia Carafa, che si succedettero con un'unica interruzione di cinque anni.
Due arcivescovi di Napoli furono elevati al soglio pontificio: papa Paolo IV Carafa nel 1555 e papa Innocenzo XII Pignatelli nel 1691.
Nel 1598 fu istituito l'Archivio Storico Diocesano di Napoli dal cardinale Alfonso Gesualdo.
Dal 19 al 22 novembre 1891 Napoli ospitò il primo Congresso eucaristico nazionale italiano.
Dal 1958 al 1966 la diocesi di Pozzuoli fu unita in persona episcopi alla sede partenopea.

## Cronotassi dei vescovi
Due sono gli antichi cataloghi napoletani giunti fino a noi, il Gesta episcoporum Neapolitanorum databile all'VIII-IX secolo, e il Catalogus episcoporum Neapolitanorum del X secolo. Come da consuetudine, questi antichi cataloghi riportano per ciascun vescovo gli anni totali di governo e in alcuni casi anche i mesi e i giorni di episcopato con la data della deposizione, ma non riportano mai l'anno dell'inizio e della fine dell'episcopato stesso. Secondo lo storico Francesco Lanzoni, «l'autenticità e l'interezza del catalogo napoletano non è posta in dubbio da alcuno».
Nella presente cronotassi si omettono i periodi di sede vacante non superiori ai 2 anni o non storicamente accertati.
- Sant'Aspreno † (metà del II secolo)[8]
- Sant'Epatimito †
- San Marone †
- San Probo †
- San Paolo I †
- Sant'Agrippino †
- Sant'Eustasio †
- Sant'Efebo †
- San Fortunato I † (menzionato nel 343/344)[9]
- San Massimo † (menzionato nel 355 circa)
- Zosimo † (menzionato nel 362/372 circa)
- San Severo † (menzionato nel 393 circa)[10]
- Sant'Orso I †
- San Giovanni I † (? - 2 aprile 432 deceduto)
- San Nostriano † (menzionato attorno alla metà del V secolo)
- Timasio †
- Felice †
- Sotero † (menzionato nel 465)
- San Vittore I † (prima del 494 - dopo il 496)
- Santo Stefano I † (prima del 499 - dopo il 501)
- San Pomponio † (514-532)
- Giovanni II †
- Vincenzo † (menzionato nel 558/560)
- San Reduce † (5 marzo 579 - 29 marzo 582 deceduto)[11]
- Demetrio † (circa 582/584[12] - settembre 591 deposto)[13]
- Fortunato II † (circa luglio 593 - aprile-luglio 600 deceduto)[14]
- Pascasio † (prima di gennaio 601 - dopo marzo 603)
- Giovanni III †
- Cesario †
- Grazioso †
- Eusebio †
- San Leonzio † (menzionato nel 649)
- Sant'Adeodato †
- Sant'Agnello † (circa 673 - circa 694)[15]
- San Giuliano †
- San Lorenzo †
- Sergio I † (prima metà dell'VIII secolo)
- San Cosimo o Cosma †
- San Calvo †
- Paolo II †
- Stefano II † (766 - 799 deceduto)
- San Paolo III † (inizio IX secolo)
  - Orso II † (811 - 818 deceduto) (vescovo eletto)[16]
- Beato Tiberio † (818 - 838 deceduto)
- Giovanni IV † (838 - circa 849)
- Sant'Atanasio I † (circa 849 - circa 872)[17]
  - Sede vacante (872-877)
- Atanasio II † (circa 877 - circa 903)[18]
- Stefano III † (circa 903 - circa 811)[19]
- Atanasio III † (937 - dopo il 961)
- Niceta †
- Sergio II † (prima del 981 - dopo il 1006)
- Gentile, O.S.B. †
- Giovanni V † (menzionato nel 1033)
- Vittore II † (menzionato nel 1045)
- Sergio III † (menzionato nel 1059)
- Giovanni VI † (prima del 1065 - dopo il 1071)
- L. ? † (menzionato nel 1080)
- Pietro I † (menzionato nel 1094)
- Gregorio † (menzionato nel 1116)
- Marino † (prima del 1118 - dopo il 1151)
  - Sede vacante (?-1168)
- Sergio IV † (circa 1168 - circa 1191)
- Anselmo † (1192 - 22 luglio 1215 deceduto)
  - Tommaso da Capua † (1215 - 1216 dimesso) (vescovo eletto)
- Pietro Sersale † (prima di agosto 1216 - circa 1247 deceduto)
- Bernardo Caracciolo Rossi † (10 gennaio 1252 - 5 ottobre 1262 deceduto)
- Delfino † (1263 - ?)[20]
- Aiglerio † (29 ottobre 1266 - 6 novembre circa 1281 deceduto)
  - Sede vacante (1281-1285)
- Filippo Minutolo † (1285 - 24 ottobre 1301 deceduto)
- Beato Giacomo da Viterbo, O.E.S.A. † (12 dicembre 1302 - 1307 deceduto)
- Umberto † (17 marzo 1308 - 3 luglio 1320 deceduto)
  - Matteo Filomarino † (29 ottobre 1320 - 1322 deceduto) (arcivescovo eletto)
- Bertoldo Orsini † (6 giugno 1323 - 1325 deceduto)
- Annibaldo Caetani di Ceccano † (5 maggio 1326 - 23 dicembre 1327 dimesso)
- Giovanni Orsini † (23 dicembre 1327 - 1358 deceduto)
- Bertrand de Meissenier † (4 giugno 1358 - 30 ottobre 1362 deceduto)
- Pierre Amiehl de Brénac, O.S.B. † (9 gennaio 1363 - 5 settembre 1365 nominato arcivescovo di Embrun)
- Bernard du Bosquet † (5 settembre 1365 - 22 settembre 1368 dimesso)
- Bernard de Rodes † (23 settembre 1368 - 1378 deposto)
- Lodovico Bozuto † (circa 1378 - 25 maggio 1383 deceduto)
  - Tommaso Ammanati † (21 ottobre 1379 - 1388 dimesso) (antiarcivescovo)
  - Guglielmo Vasco[21][22] O.F.M. † (20 gennaio 1388 - ?) (antiarcivescovo)
- Nicolò Zanasio † (1384 - 24 agosto 1389 deceduto)
- Enrico Minutolo † (settembre 1389 - 13 febbraio 1400 dimesso)
- Giordano Orsini † (13 febbraio 1400 - 12 giugno 1405 dimesso)
- Giovanni VII † (3 giugno 1407 - 1411 deposto)
- Niccolò de Diano † (12 marzo 1411 - 3 giugno 1435 deceduto)
  - Giacomo de' Rossi † (6 marzo 1415 - 1418 deceduto) (antiarcivescovo)
- Gaspare de Diano † (21 febbraio 1438 - 29 aprile 1451 deceduto)
- Rinaldo Piscicello † (12 maggio 1451 - 1º luglio 1457 deceduto)
- Giacomo Tebaldi † (3 agosto 1458 - 1458 dimesso)
- Oliviero Carafa † (29 dicembre 1458 - 1484 dimesso)
- Alessandro Carafa † (20 settembre 1484 - 31 luglio 1503 deceduto)
  - Oliviero Carafa † (4 agosto 1503 - 1º aprile 1505 dimesso) (amministratore apostolico)
  - Bernardino Carafa † (1º aprile 1505 - maggio 1505 deceduto) (arcivescovo eletto)[23]
- Gianvincenzo Carafa † (31 maggio 1505 - 1530 dimesso)
- Francesco Carafa † (24 gennaio 1530 - 30 luglio 1544 deceduto)
  - Ranuccio Farnese † (13 agosto 1544 - 22 febbraio 1549 dimesso) (amministratore apostolico)
- Gian Pietro Carafa † (22 febbraio 1549 - 23 maggio 1555 eletto papa con il nome di Paolo IV)[24]
  - Alfonso Carafa † (9 aprile 1557 - 29 agosto 1565 deceduto) (amministratore apostolico)[25]
- Mario Carafa † (26 ottobre 1565 - 11 settembre 1576 deceduto)
- Beato Paolo Burali d'Arezzo, C.R. † (19 settembre 1576 - 17 giugno 1578 deceduto)
- Annibale Di Capua † (11 agosto 1578 - 2 settembre 1595 deceduto)
- Alfonso Gesualdo † (12 febbraio 1596 - 14 febbraio 1603 deceduto)
- Ottavio Acquaviva d'Aragona † (31 agosto 1605 - 5 dicembre 1612 deceduto)
- Decio Carafa † (7 gennaio 1613 - 23 gennaio 1626 deceduto)
- Francesco Boncompagni † (2 marzo 1626 - 9 dicembre 1641 deceduto)
- Ascanio Filomarino † (16 dicembre 1641 - 3 novembre 1666 deceduto)
- Innico Caracciolo † (7 marzo 1667 - 30 gennaio 1685 deceduto)
- Antonio Pignatelli † (30 settembre 1686 - 12 luglio 1691 eletto papa con il nome di Innocenzo XII)
- Giacomo Cantelmo † (23 luglio 1691 - 11 dicembre 1702 deceduto)
- Francesco Pignatelli, C.R. † (19 febbraio 1703 - 5 dicembre 1734 deceduto)
- Giuseppe Spinelli † (15 dicembre 1734 - 9 aprile 1753 dimesso, nominato cardinale vescovo di Palestrina)
  - Giuseppe Spinelli (9 aprile 1753 - 8 febbraio 1754 dimesso) (amministratore apostolico)
- Antonino Sersale † (11 febbraio 1754 - 24 giugno 1775 deceduto)
- Serafino Filangieri, O.S.B. † (29 gennaio 1776 - 14 settembre 1782 deceduto)
- Giuseppe Maria Capece Zurlo, C.R. † (16 dicembre 1782 - 31 dicembre 1801 deceduto)
- Giovanni Vincenzo Monforte † (24 maggio 1802 - 15 giugno 1802 deceduto)
- Luigi Ruffo Scilla † (9 agosto 1802 - 17 novembre 1832 deceduto)
- Filippo Giudice Caracciolo † (15 aprile 1833 - 29 gennaio 1844 deceduto)
- Sisto Riario Sforza † (24 novembre 1845 - 29 settembre 1877 deceduto)
- Guglielmo Sanfelice d'Acquavella, O.S.B. † (15 luglio 1878 - 3 gennaio 1897 deceduto)
- Vincenzo Maria Sarnelli † (19 aprile 1897 - 2 gennaio 1898 deceduto)
- Giuseppe Antonio Ermenegildo Prisco † (24 marzo 1898 - 4 febbraio 1923 deceduto)
- Michele Zezza † (4 aprile 1923 - 20 dicembre 1923 nominato patriarca titolare di Costantinopoli)
- Alessio Ascalesi, C.PP.S. † (7 marzo 1924 - 11 maggio 1952 deceduto)
- Marcello Mimmi † (30 agosto 1952 - 15 dicembre 1957 nominato segretario della Congregazione Concistoriale)
- Alfonso Castaldo † (7 febbraio 1958 - 3 marzo 1966 deceduto)
- Corrado Ursi † (23 maggio 1966 - 9 maggio 1987 ritirato)
- Michele Giordano † (9 maggio 1987 - 20 maggio 2006 ritirato)
- Crescenzio Sepe (20 maggio 2006 - 12 dicembre 2020 ritirato)
- Domenico Battaglia, dal 12 dicembre 2020

## Santi e beati dell'arcidiocesi
- San Nunzio Sulprizio
- San Vincenzo Romano
- San Gennaro
- San Giuseppe Moscati
- San Ludovico da Casoria
- Sant'Alfonso Maria de' Liguori
- Sant'Andrea Avellino
- Santa Patrizia
- San Giacomo della Marca
- San Francesco De Geronimo
- San Gaetano Thiene
- Sant'Agnello Abate
- San Severo Vescovo di Napoli
- Sant'Agrippino Vescovo di Napoli
- Sant'Aspreno Vescovo di Napoli
- Sant'Efebo Vescovo di Napoli
- San Massimo Vescovo di Napoli
- Sant'Atanasio Vescovo di Napoli
- Santa Candida la Vecchia
- San Francesco Caracciolo
- San Giovan Giuseppe della Croce
- San Francesco Saverio Maria Bianchi
- Sant'Egidio Maria da Taranto
- Santa Maria Francesca delle Cinque Piaghe
- San Gaetano Errico
- Santa Giovanna Antida Thouret
- Santa Caterina Volpicelli
- Santa Giulia Salzano
- Santa Maria Cristina Brando
- San Giustino Russolillo
- Beato Giacomo da Viterbo
- Beato Angelo da Furci
- Beato Gennaro Maria Sarnelli
- Beato Modestino di Gesù e Maria
- Beato Giovanni Marinoni
- Beato Paolo Burali d'Arezzo
- Beato Geremia da Valacchia
- Beata Maria Giuseppina di Gesù Crocifisso
- Beata Maria della Passione
- Beata Maria Luigia Velotti
- Beata Maria Gargani
- Beata Maria Cristina di Savoia
- Beata Maria Lorenza Longo

## Statistiche
L'arcidiocesi nel 2023 su una popolazione di 1 778 000 persone contava 1 446 000 battezzati, corrispondenti all'81,3% del totale.
| anno | popolazione | popolazione | popolazione | presbiteri | presbiteri | presbiteri | presbiteri                | diaconi | religiosi | religiosi | parrocchie |
| anno | battezzati  | totale      | %           | numero     | secolari   | regolari   | battezzati per presbitero | diaconi | uomini    | donne     | parrocchie |
| ---- | ----------- | ----------- | ----------- | ---------- | ---------- | ---------- | ------------------------- | ------- | --------- | --------- | ---------- |
| 1950 | 1 382 000   | 1 390 000   | 99,4        | 1 622      | 912        | 710        | 852                       |         | 690       | 912       | 240        |
| 1970 | ?           | 1 613 351   | ?           | 685        | 685        |            | ?                         |         |           |           | 286        |
| 1980 | 1 830 000   | 1 840 000   | 99,5        | 925        | 557        | 368        | 1 978                     | 46      | 749       | 4 250     | 287        |
| 1990 | 1 586 000   | 1 616 000   | 98,1        | 1 138      | 508        | 630        | 1 393                     | 97      | 787       | 3 100     | 282        |
| 1999 | 1 592 235   | 1 600 000   | 99,5        | 987        | 453        | 534        | 1 613                     | 159     | 704       | 2 300     | 287        |
| 2000 | 1 593 835   | 1 601 600   | 99,5        | 991        | 457        | 534        | 1 608                     | 175     | 706       | 2 305     | 287        |
| 2001 | 1 580 000   | 1 600 000   | 98,8        | 972        | 462        | 510        | 1 625                     | 175     | 672       | 2 300     | 287        |
| 2002 | 1 580 000   | 1 600 000   | 98,8        | 981        | 471        | 510        | 1 610                     | 175     | 606       | 2 300     | 287        |
| 2003 | 1 580 000   | 1 600 000   | 98,8        | 984        | 474        | 510        | 1 605                     | 175     | 666       | 2 010     | 287        |
| 2004 | 1 600 000   | 1 608 000   | 99,5        | 1 003      | 453        | 550        | 1 595                     | 214     | 716       | 2 300     | 287        |
| 2013 | 1 715 000   | 1 744 000   | 98,3        | 1 053      | 433        | 620        | 1 628                     | 292     | 1 488     | 1 925     | 287        |
| 2016 | 1 705 000   | 1 806 000   | 94,4        | 1 073      | 454        | 619        | 1 589                     | 300     | 1 461     | 1 925     | 288        |
| 2019 | 1 442 850   | 1 772 860   | 81,4        | 1 073      | 443        | 630        | 1 344                     | 326     | 1 477     | 1 926     | 288        |
| 2021 | 1 425 700   | 1 751 800   | 81,4        | 715        | 427        | 288        | 1 993                     | 321     | 377       | 1 440     | 287        |
| 2023 | 1 446 000   | 1 778 000   | 81,3        | 751        | 421        | 330        | 1 925                     | 316     | 418       | 1 437     | 288        |